# Ardisia monsalveae
Ardisia monsalveae är en viveväxtart som beskrevs av J.J. Pipoly. Ardisia monsalveae ingår i släktet Ardisia och familjen viveväxter. Inga underarter finns listade i Catalogue of Life.